# Osteosema pastor
Osteosema pastor är en fjärilsart som beskrevs av Butler 1880. Osteosema pastor ingår i släktet Osteosema och familjen mätare. Inga underarter finns listade i Catalogue of Life.